# スーパーガール (KARAのアルバム)
『スーパーガール』は、KARAの日本での2枚目のオリジナルアルバム。2011年11月23日にユニバーサルシグマから発売された。

## 概要
2011年に発売されたシングル「ジェットコースターラブ」、「GO GO サマー!」、「ウィンターマジック」などを含む全10曲で構成されている。初回盤には「ミスター」、「ジャンピン」、韓国語曲「STEP」の3曲がボーナストラックとして収録されている。初回盤A・B・C、通常盤の四種形態で販売され、初回盤A・B・Cはそれぞれジャケットと特典が異なり、通常盤は初回盤Cと同じ物が使われている。

## チャート成績
発売初日に7.3万枚を売り上げ、2011年11月22日付オリコンデイリーアルバムランキング1位となった。
発売初週に27.5万枚を売り上げ、2011年12月5日付オリコン週間アルバムランキング1位となった。シングル・アルバムの両ランキング1位獲得は、ノーランズ以来、30年10か月ぶり史上2組目の記録であり、初週売り上げ27.5万枚は海外女性グループ歴代最高記録となった。
発売四週目に4.4万枚（累計49.5万枚）を売り上げ、2011年12月26日付オリコン週間アルバムランキングで3週ぶりに首位に返り咲いた（前週3位）。海外アーティストの返り咲き首位はt.A.T.u.「t.A.T.u. (アルバム)」（2003年6月2日付）以来8年6か月ぶり、韓国アーティストでは史上初の記録となった。

## 仕様
- 【初回盤A】CD+ボーナストラック+DVD
- 【初回盤B】CD+ボーナストラック+フォトブック
- 【初回盤C】CD+ボーナストラック
- 【通常盤】CD
- 【JAPAN TOUR Special Edition】CD+ボーナストラック+DVD

## 収録曲
収録曲の演奏は基本的に打ち込みである。打ち込みとは別の楽器パートが存在する曲については、前作同様歌詞カードに演奏者が書かれている（ただし、『ウィンターマジック』はアコースティック・ギターが演奏に使われているが、演奏者はクレジットされていない）。

### CD
1. ジェットコースターラブ [3:40]
  - ギター:Lee Sung Ryul、ベース:Choi Hoon、キーボード：Hwang Seong Je、金管楽器：TST
2. ウィンターマジック [4:52]
3. GO GO サマー! [3:20]
  - エレキギター：Lee Sung Yoel、キーボード：Lee Sang Ho
4. ドリーミンガール [3:15]
  - エレキギター：Jung Soo Wan
5. 今、贈りたい「ありがとう」 [5:51]
  - 作詞・作曲・編曲の磯貝サイモンが全楽器パートを担当。
6. オンリー フォー ユー [3:41]
7. ウィスパー [3:37]
8. ミッシング [5:04]
9. Do It! Do It! [3:57]
10. ガールズ ビー アンビシャス! [3:35]
  - キーボード：Hwang Seong Je
11. ミスター [3:14]
  - エレキギター：ホン・ジュンホ(홍준호)、ベース:イ・テユン(이태윤)
12. ジャンピン [2:59]
  - キーボード：An Jun Sung
13. STEP（韓国語曲）[3:14]
  - エレキギター：ホン・ジュンホ、ベース：イ・テユン
14. We're with you

※11～13曲目は初回盤（A,B,C,JAPAN TOUR Special Edition共通）のボーナス・トラック 14曲目は、JAPAN TOUR Special Editionのみ付録

### DVD
初回盤Aのみ付録
1. 「GO GO サマー！」Music Video Clip（Director's Cut）
2. 「ジェットコースターラブ」Live Performance（CJ Media Japan(Mnet)「JJ'sMstudio」）
3. 「ウィンターマジック」Music Video Clip（Close-up Ver.)
4. 「STEP」Music Video Clip
5. 「スーパーガール」ジャケット撮影時オフショット
6. 「ウィンターマジック」ジャケット撮影時オフショット

JAPAN TOUR Special Editionのみ付録
1. KARA JAPAN HISTORY
2. We're with you (Music Video Clip)
3. We're with you (Art Movie)
4. We're with you (ギュリ オフショット)
5. We're with you (ハラ オフショット)
6. We're with you (スンヨン オフショット)
7. We're with you (ニコル オフショット)
8. We're with you (ジヨン オフショット)